# Armee zur Territorialverteidigung

Die Armee zur Territorialverteidigung, auch Truppen der Territorialverteidigung (polnisch Wojska Obrony Terytorialnej, kurz WOT) ist eine seit 2016 neu aufgebaute Teilstreitkraft der polnischen Streitkräfte. Ihrer Konzeption und Benennung nach ähneln sie einer Landwehr.

## Organisation
Rekrutiert werden sollen „patriotische Polen“ mit und ohne Militärlaufbahn, die im Rotationssystem einmal monatlich zu Ausbildung und Training erscheinen und außerhalb dieser Zeit ihren Aufenthaltsort melden sollen.
Noch 2016 wollte man in den Woiwodschaften Podlachien, Lublin und Karpatenvorland drei WOT-Brigaden und vier Bataillone in Białystok, Siedlce, Lublin und Rzeszów mit 3000 Freiwilligen aufstellen, die 413 Berufssoldaten befehlen sollen. 2017 würden drei Brigaden mit 18.000 Mann dazukommen.
Diese Personen sollen aus der berufstätigen Bevölkerung rekrutiert, einmalig 16 Tage sowie ein Wochenende im Monat geschult und trainiert werden. In der WOT könnten auch Männer mit gesundheitlichen Beeinträchtigungen dienen, denen der Weg in die Berufsarmee verschlossen ist, sofern sie über besondere Kompetenzen verfügen. Der Dienst in der WOT würde zwischen einem und sechs Jahren dauern und könnte anschließend verlängert werden. WOT-Angehörigen will man verbieten, einer politischen Partei oder Gewerkschaft anzugehören. Auch ihre Rechte öffentlich aufzutreten und sich Vereinigungen anzuschließen sollen beschränkt werden.
Die WOT sollte schließlich im Jahr 2019 53.000 Freiwillige umfassen, die mit Uniformen, Karabinern und Panzerabwehrwaffen ausgestattet werden sollen. Als Monatssold für die Dienstbereitschaft sind 500 Złoty für Soldaten und 600 Złoty für Offiziere vorgesehen. Finanziert werden soll die WOT jährlich mit 1,5 Mrd. Złoty aus dem Modernisierungsfonds der polnischen Armee (Berufsarmee mit 95.600 Personen, davon 4800 Frauen). Zwischen 2016 und 2019 wären das insgesamt 3,6 Mrd. Złoty.
Die tatsächliche Personalstärke betrug im Dezember 2022 35.000+ Personen.

## Einsatzgebiete
Im Falle eines Krieges sollen die Truppen der Territorialverteidigung die polnische Armee unterstützen. Der polnische Verteidigungsminister Antoni Macierewicz begründet seinen WOT-Plan mit dem russisch-georgischen Krieg von 2008 und dem russisch-ukrainischen Konflikt seit 2014. Er betrachtet die WOT auch als eine Patriotismusschule. Laut Ministerium ist die WOT auch für „nichtmilitärische Bedrohungen gedacht“. Dazu gehören laut Verteidigungsministerium die „Entfachung von nationalistischen und religiösen Auseinandersetzungen, Informationsattacken auf die Gesellschaft und Versuche, die innere Lage im Staat zu destabilisieren.“ Alle diese Aufgaben fallen in die Kompetenz der Polizei. Da die WOT zunächst direkt dem Minister und nicht wie die polnische Armee den Generälen direkt unterstehen soll, befürchtet Ex-Verteidigungsminister Bogdan Klich, dass Macierewicz die WOT für seine Innenpolitik einsetzen möchte.

## Oberkommando
Am 20. September 2016 hat Verteidigungsminister Antoni Macierewicz Oberst Wiesław Kukuła mit dem Oberkommando der zu gründenden WOT beauftragt. Er wurde in Częstochowa geboren, hat die Offiziershochschule Wyższa Szkoła Oficerska Wojsk Łączności sowie die Militärakademie WAT abgeschlossen und anschließend im 1. Sonderregiment (1. Pułk Specjalny) gedient. Nach einem Irak-Einsatz wechselte er 2006 in das Führungskommando der Spezialkräfte (Dowództwo Wojsk Specjalnych). 2012 übernahm er das Kommando über die Spezialeinheit Jednostka Wojskowa Komandosów in Lubliniec.

## Gründungsgeschichte
Am 4. November 2016 hat sich der Sejm mit dem Gesetz über die Aufstellung der Armee zur Territorialverteidigung befasst und den Entwurf in den Verteidigungsausschuss verwiesen. 160 Abgeordnete der Platforma Obywatelska und Nowoczesna haben die Ablehnung des Entwurfs gefordert. Sie konnten sich jedoch nicht gegen den 251 Stimmen der Parteien PiS und Kukiz’15 durchsetzen. Am 4. November wurden auf dem Platz der Militärhochschule in Breslau die ersten 66 WOT-Offizierskandidaten, darunter 21 Frauen im Beisein von Vizeverteidigungsminister Wojciech Fałkowski vereidigt, obwohl es für die Bildung der Truppe noch keine gesetzliche Grundlage gab. Die Unteroffiziere hatten ihren Dienst am 3. Oktober 2016 begonnen. Sie werden zwölf Monate für ihren Dienst in der WOT ausgebildet.

## Kritik
Der Sejm-Abgeordnete Paweł Bejda von der Bauernpartei PSL fragte am 4. November 2016 in der ersten Lesung des Gesetzes zur Bildung der WOT, ob sich Macierewicz mit den bis 2018 aufzustellenden 35.000 bezahlten Kämpfern Wählerstimmen kaufen wolle. Mirosław Suchoń (Nowoczesna) bezeichnete WOT als „Privatarmee von Minister Macierewicz, die dem Oberkommando entzogen“ wäre. Die polnischen Medien werteten die Abwesenheit der Armeegeneräle bei der Vorstellung des Projekts im Sejm als stille Distanzierung von der WOT-Idee. Am 4. November 2016 veröffentlichte das Verteidigungsministerium auf seiner Internetseite eine Richtigstellung, wonach die WOT-Soldaten nicht dazu gedacht seien, soziale Unruhen zu bekämpfen.